# Human Bloom (альбом)
Human Bloom (яп. 人間開花) — девятый альбом японской рок-группы RADWIMPS. Вышедший 23 ноября 2016 года, он занял первое место в чарте Oricon и получил платиновую сертификацию RIAJ.

## Список композиций
| №                   | Название                                                 | Длительность |
| ------------------- | -------------------------------------------------------- | ------------ |
| 1.                  | «Lights Go Out»                                          | 2:58         |
| 2.                  | «Hikari» (光)                                            | 4:00         |
| 3.                  | «AADAAKOODAA»                                            | 3:05         |
| 4.                  | «One Spring Day» (トアルハルノヒ)                        | 5:37         |
| 5.                  | «Zenzenzense [original ver.]» (前前前世 [original ver.]) | 4:35         |
| 6.                  | «'I' Novel»                                              | 5:53         |
| 7.                  | «Listen to It When It's Raining» (アメノヒニキク)        | 5:38         |
| 8.                  | «Weekly Shounen Jump» (週刊少年ジャンプ)                 | 5:51         |
| 9.                  | «Stick Figure» (棒人間)                                  | 4:43         |
| 10.                 | «Kigou to Shite» (記号として)                            | 5:13         |
| 11.                 | «Human Shaped Constellation» (ヒトボシ)                  | 4:19         |
| 12.                 | «Sparkle [original ver.]» (スパークル [original ver.])   | 6:48         |
| 13.                 | «Bring Me the Morning»                                   | 0:54         |
| 14.                 | «O&O»                                                    | 4:33         |
| 15.                 | «Confession» (告白)                                      | 6:41         |
| Общая длительность: | Общая длительность:                                      | 1:10:48      |

## Позиции в чартах

### Еженедельные
| Чарт (2016)                 | Высшая позиция |
| --------------------------- | -------------- |
| Еженедельные альбомы Oricon | 1              |
| Billboard Japan Hot Albums  | 1              |

### Годовые
| Чарт (2016-2017)           | Высшая позиция |
| -------------------------- | -------------- |
| Годовые альбомы Oricon     | 15             |
| Billboard Japan Hot Albums | 15             |

## Продажи и сертификации
| Чарт                      | Высшая позиция      |
| ------------------------- | ------------------- |
| Физические продажи Oricon | 325 000             |
| Сертификация RIAJ         | Platinum (250 000+) |